# Władimir Wasilenko
Władimir Charitonowicz Wasilenko (ros. Владимир Харитонович Василенко; ukr. Володимир Харитонович Василенко, Wołodymyr Charytonowycz Wasyłenko; ur. 26 maja?/7 czerwca 1897 w Kijowie, zm. 19 grudnia 1987 w Moskwie) – radziecki internista, akademik Akademii Nauk Medycznych ZSRR, profesor.

## Życiorys
Był narodowości ukraińskiej. W 1917 ukończył gimnazjum, a w 1922 Kijowski Instytut Medyczny, pracował jako internista i jednocześnie asystent, później profesor i adiunkt. W 1935 objął katedrę Kijowskiego Instytutu Doskonalenia Lekarzy, jednocześnie pracował w Instytucie Medycyny Klinicznej. Napisał ponad 250 prac naukowych, w tym wiele monografii. Prowadził badania naukowe zwłaszcza w dwóch dziedzinach - kardiologii i gastroenterologii. Po ataku Niemiec na ZSRR został ewakuowany do Ufy, gdzie pracował w Baszkirskim Instytucie Medycznym i jako konsultant w ewakuowanych szpitalach, w 1943 został skierowany na front jako główny internista Frontu Północno-Kaukaskiego, później 1 Frontu Ukraińskiego. W 1945 wraz z armią dotarł do Berlina, po wojnie kierował służbą internistyczną Lwowskiego i Karpackiego Okręgu Wojskowego, a od 1948 do 1987 pracował w 1 Moskiewskim Instytucie Medycznym. Jednocześnie 1967-1974 pracował we Wszechzwiązkowym Naukowo-Badawczym Instytucie Ministerstwa Ochrony Zdrowia ZSRR. Otrzymał stopień generała majora służby medycznej. Został pochowany na Cmentarzu Kuncewskim.

## Odznaczenia i nagrody
- Medal Sierp i Młot Bohatera Pracy Socjalistycznej (24 maja 1967)
- Order Lenina (trzykrotnie)
- Order Rewolucji Październikowej
- Order Czerwonego Sztandaru
- Order Czerwonego Sztandaru Pracy
- Order Wojny Ojczyźnianej I klasy
- Order Wojny Ojczyźnianej II klasy
- Nagroda Państwowa ZSRR (1979)
- Order Przyjaźni Narodów

I medale.